# Пашутін Олександр Миколайович
Олекса́ндр Микола́йович Пашу́тін (рос. Алекса́ндр Никола́евич Пашу́тин; 26 листопада 1846, Єлисаветград — 1 листопада 1905, Єлисаветград) — колезький радник, єлисаветградський міський голова (1878—1905), почесний громадянин міста.
О. М. Пашутін відомий передовсім як автор оглядової монографії «Історичний нарис Єлисаветграда».

## Біографія
Олександр Миколайович Пашутін народився 26 листопада 1846 року в родині потомственого почесного громадянина міста російського походження та православного Миколи Петровича Пашутіна. Мати — купецька дочка Ірина Кирилівна (до шлюбу Остроухова). Батько (міський голова в 1848—1851, 1863—1864 роках), а також його старший брат ще до Олександра Миколайовича вже займали посаду міського голови.
Рід Пашутіних належав до старих купецьких сімейств з росіян-розкольників, що з'явилися ще в часи зведення Єлисаветинської фортеці (середина XVIII ст.). Добробут сім'ї Пашутіних в Єлизаветграді базувався на торгівлі, насамперед алкогольними напоями. Комерційні інтереси родини тісно перепліталися з сімейною традицією керування містом.
Олександр Миколайович закінчив Одеське комерційне училище. По тому успадкував від батька (а той у свою чергу успадкував від свого дядька) торгівлю вином і бакалією, зміг не лише забезпечити рентабельність фамільного бізнесу, а й повністю віддатися громадській і благочинній діяльності.
25 червня 1871 року О. М. Пашутін був уперше обраний гласним єлисаветградської міської думи, а 12 травня 1878 року — міським головою, перебуваючи на цій посаді фактично до останніх років свого життя. Його попередником на посаді очільника міста був Самуїл Костянтинович Турчанов (1866—1878).
Відомо, що Олександр Миколайович Пашутін був щиро відданий місту та його жителям, займався благочинністю, нерідко витрачав на неї свої власні статки — так, він брав активну участь у роботі Червоного хреста (понад 25 років), інших міських благочинних установ; був членом правління реального училища (від 1874 р.), почесним опікуном жіночої (від 1872 р.) і чоловічої (від 1881 р.) гімназій, почесним мировим суддею (від 1877 р.); обирався на різноманітні головуючі посади — у спостережному комітеті Спілки взаємного страхування (понад 23 роки), Товаристві поширення грамотності та ремесел (понад 20 років), раді старшин Громадських зборів (понад 25 років); від 1880 року був гласним (депутатом) єлисаветградського повітового земського зібрання і гласним же херсонського губернського земського зібрання.
За управління Олександра Пашутіна Єлисаветград пережив розквіт у всіх сферах міського життя — так, саме в цей час запущено водогін (1893), у місті відкрився перший український професійний театр (1882), з'явився міський трамвай (перші проєкти від 1887 року, реальний запуск — у 1897 році).
Попри виняткову зайнятість на усіх офіційних і громадських посадах, О. М. Пашутін став першою особою, що узагальнила й виклала на папері історичний розвиток міста — він є автором унікальної міської хроніки, виданої 1897 року під назвою «Исторический очерк г. Елисаветграда».
О. М. Пашутін помер 1 листопада 1905 року. 2 листопада відправили громадянську панахиду й перенесли тіло небіжчика до Успенського собору (дотепер не зберігся), а наступного дня Пашутіна поховали на Петропавлівському кладовищі. В останню путь міського голову проводжало чи не ціле місто.

## Вшанування

Пам'ятник Олександру Пашутіну в Кропивницькому

За віддане служіння місту й російській царській владі Олександра Миколайовича Пашутіна було нагороджено всіма орденами до святой Анни 2-го ступеню включно; він мав багато медалей та інших відзнак, серед яких коштовний перстень з вензелем Олександра III, пожалуваний імператором 1888 року.
Ім'ям Олександра Пашутіна було названо одне з народних училищ Єлисаветграда, а на честь 25-ліття служіння місту О. М. Пашутіна (1903) у Єлисаветграді було перейменовано вулицю Невську на його честь — Пашутінську. Однак згодом після Жовтневого перевороту в 1921 році більшовики, влада яких установилася в місті, Пашутінську перейменували на честь І. Компанійця. У цей же час зруйновано місце поховання Пашутіна.
Лише після здобуття незалежності Україною (1991 р.) в місті в 1992 році вулиці було повернуто її попередню назву. Згодом на одному з будинків вулиці встановили меморіальну дошку з барельєфом Олександра Пашутіна.
А 19 вересня 2009 року на площі перед будівлею міської ради під час святкування Дня міста відкрили пам'ятник Олександру Пашутіну — він являє собою статую О. М. Пашутіна, що тримається за стілець — за задумом авторів проєкту архітектора Віталія Кривенка та скульптора Любомира Яремчука це символізує спадкоємність міської влади. Участь в урочистостях взяли представники влади, в т. ч. мер Кіровограда Володимир Пузаков, церковники, широка міська громадськість.

## Цікаві факти з життя Пашутіна
- Перейменування Олександром Пашутіним вулиці Невської на Пашутінську під час святкування 25-ліття перебування його на посаді міського голови є першим випадком в історії Кропивницького іменування вулиці на честь конкретної особи за її життя. Це є також унікальним випадком найменування вулиці на честь себе самого, що історично було звичайним для осіб у ранзі імператора.
- Перебуваючи на відомчій службі Міністерств народної просвіти та юстиції, Олександр Пашутін дослужився до чину надвірного радника, а це означало, що наступний чин (8-й клас), якщо б він його отримав, надав би йому право на спадкове дворянство.
- Саме монографія з історії міста зумовила те, що ім'я Пашутіна не замовчувалося навіть за радянських часів.

## Виноски
1. ↑  (рос. «Исторический очерк Елисаветграда»; литотипографія бр. Шполянських, 1897). — В книзі в повному обсязі викладалася історія міста від його початків і протягом усіх 142-х років існування, і яка й дотепер лишається чи не єдиним повним джерелом про минуле Єлисаветграда-Кропивницького до ХХ століття
2. ↑  […www.google.ru/url?sa=t&rct=j&q=&esrc=s&source=web&cd=3&cad=rja&uact=8&ved=0ahUKEwixi5PfvJLVAhXRZVAKHcPxAKwQFgguMAI&url=http%3A%2F%2Fwww.elisavetgradmuseum.kr.ua%2Fpub%2Fg03.pdf&usg=AFQjCNGY5H-CRCdGMsGBdyhH7M6IU_xNIw К 165-летию со дня рождения А. Н. Пашутина.] — газета «Голосъ Юга», специальный выпуск, 8.10.2011